# Правий Ук'ю
Правий Ук'ю́ (рос. Правый Укъю) — річка в Республіці Комі, Росія, права притока річки Ук'ю, лівої притоки річки Ілич, правої притоки річки Печора. Протікає територією Троїцько-Печорського району.
Річка починається на південно-східних схилах хребта Мань-Хамбо біля кордону Республіки Комі та Ханти-Мансійського автономного округу Тюменської області. Протікає на південь, схід та південь.